# Дейвис, Джимми (футболист)
Джеймс Ро́джер Уи́льям (Джи́мми) Де́йвис (англ. James Roger William Davis, Jimmy Davis; 6 февраля 1982 — 9 августа 2003) — английский футболист, выступавший на позициях полузащитника и нападающего. В июле 1999 года он оказался в системе клуба «Манчестер Юнайтед», заключив через месяц профессиональный контракт с клубом. Он провёл большое количество за молодёжный и дублирующий составы «Юнайтед», выиграв в мае 2000 года с командой Большой кубок Манчестера. В 2001 году он некоторое время выступал на правах аренды за бельгийский «Антверпен», прежде чем вернуться в клуб и дебютировать в Кубке Футбольной лиги сезона 2001/2002 в матче против «Арсенала». Будучи игроком «Юнайтед», он также выступал за сборные Англии до 16, до 18 и до 20 лет.
В 2002 году Дейвис провёл три месяца на правах аренды «Суиндон Таун», забив 3 гола в 15 встречах, но после возвращения в «Юнайтед» играл преимущественно за резервную команду. Редкими исключениями стало попадание в заявку на матч Премьер-лиги против «Вест Хэм Юнайтед» и матч второго группового этапа Лиги чемпионов УЕФА против «Депортиво». В июле 2003 года Дейвис на правах аренды отправился в клуб Первого дивизиона «Уотфорд». 9 августа 2003 года он разбился на автомобиле в результате столкновения с грузовиком на трассе M40 в Оксфордшире.

## Ранние годы
Джимми Дейвис родился 6 февраля 1982 года в Бромсгроуве, городе к югу от Бирмингема. Отец — Роджер, футболист-любитель, мать — Дженни. У него были сестра Кейт и младший брат Райан. Проживал в Реддитче, учился в первой школе Марлфилд-Фарм (англ. Marlfield Farm First School) и в средней школе Эрроу-Вейл. Будучи учеником школы Эрроу-Вейл, занимался лёгкой атлетикой и поставил школьный рекорд в беге на 200 м, а также представлял Бирмингем на легкоатлетических соревнованиях.
В футбол Джимми играл с семи или восьми лет, выступая в начале в составе скаутской команды, а затем в молодёжных составах клубов «Фекенхэм» и «Ноул». В возрасте 12 или 13 лет в одном из матчей он забил гол почти с центра поля. Юным игроком интересовались тренерские штабы «Бирмингема» и «Астон Виллы»: Джимми был фанатом «Виллы», и клуб рассчитывал в будущем его подписать. Однако свой окончательный выбор Дейвис сделал в пользу «Манчестер Юнайтед».
Помимо игры в футбол, Джимми любил слушать музыку, предпочитая из жанров гаражный рок и современный ритм-н-блюз: возвращаясь домой с матчей, при первой же возможности он приобретал компакт-диски с исполнителями этих жанров.

## Клубная карьера

### «Манчестер Юнайтед»
В июле 1999 года Дэвис стал игроком академии клуба «Манчестер Юнайтед»: внимание на него обратили скауты Келвин Хардман и Джефф Уотсон. В августе того же года он принял участие в футбольном турнире на острове Джерси и сыграл в матчах против «Рейнджерс» (победа «Манчестер Юнайтед») и «Бенфики» (поражение «Манчестер Юнайтед»). В конце августа он подписал профессиональный контракт с клубом: переговоры с сэром Алексом Фергюсоном вёл отец Джимми, Роджер. Чтобы не пропускать игры с участием Джимми, семья даже оформила подписку на клубный телеканал MUTV, чтобы смотреть в прямом эфире все матчи клуба.
25 сентября Дейвис оформил хет-трик в матче Академической премьер-лиги против «Сток Сити», завершившемся со счётом 5:0 в пользу «Юнайтед». Он также провёл матч 3-го раунда молодёжного кубка Англии на стадионе «Гигг Лейн» против «Ноттингем Форест», завершившийся поражением «Юнайтед» со счётом 1:2. С начала 2000 года Дейвис стал чаще играть за резервистов «Юнайтед»: в феврале в матче Премьер-лиги резервистов против «Брэдфорд Сити» он отметился забитым голом. 2 мая он сыграл в финале Большого кубка Манчестера против «Олдем Атлетик», прошедшем на «Баундари Парк»: Джимми вышел на замену вместо Даррена Флетчера, а «Манчестер Юнайтед» победил со счётом 2:0.
В августе 2000 года Дейвис принял участие в молодёжном турнире по случаю 100-летия мюнхенской «Баварии», сыграв четыре матча и забив по голу в ворота «Баварии» и московского «Спартака». 28 сентября он отметился голом в ворота клуба «Бери» в Большом кубке Манчестера (победа 8:1), забив и в ответном матче в конце ноября. Он сыграл во втором финале Большого кубка Манчестера подряд в конце года, состоявшемся на «Олд Траффорд», однако «Юнайтед» в этом матче проиграл «Манчестер Сити» со счётом 1:4.

### «Антверпен»
В конце 2000 года Дейвис был арендован до конца сезона 2000/01 бельгийским клубом «Антверпен» из Жюпиле Лиги. У «Юнайтед» тогда действовало соглашение с «Антверпеном», в соответствии с которым молодые игроки отправлялись в аренду в бельгийский клуб, чтобы получить опыт выступления в основном составе. 11 января 2001 года он дебютировал за «Антверпен» в товарищеском матче против мёнхенгладбахской «Боруссии» на стадионе «Босёйлстадион», заменив в перерыве матча Сандро да Силва (игра закончилась со счётом 2:2). Через три дня он забил гол в товарищеском матче против нидерландского клуба «Маастрихт» из Первого дивизиона, который завершился победой «Антверпена» со счётом 4:0. 20 января он официально дебютировал в чемпионате Бельгии, выйдя на 76-й минуте в матче против «Беверена», который закончился поражением для команды Дейвиса. Он сыграл ещё четыре матча за клуб, в том числе три в чемпионате страны и один матч против сборной Люксембурга (ничья 1:1). Последнюю игру за «Антверпен» он провёл 31 марта в чемпионате Бельгии против «Локерена», которая завершилась победой «Антверпена» со счётом 2:1. Через несколько дней срок его аренды завершился: игрок не смог адаптироваться в команде. По словам его матери, Джимми выкладывался в матчах за каждый клуб, за который он когда-либо выступал, но не любил находиться вдалеке от родного дома.
Дейвис начал сезон 2001/02 в рядах «Юнайтед» с сентябрьского матча команды резервистов против клуба «Ньюкасл Таун», в котором оформил хет-трик, а 1 ноября в игре против «Шеффилд Уэнсдей» он забил ещё два мяча. 5 ноября, спустя четыре дня, он дебютировал в основном составе «Юнайтед» в матче третьего раунда Кубка Футбольной лиги против «Арсенала» на «Хайбери», отыграв весь матч, который завершился победой «Арсенала» со счётом 0:4. После возвращения в расположение резервной команды Дейвис с декабря 2001 по февраль 2002 года провёл 6 игр и забил 4 гола. В марте 2002 года он оформил хет-трик в игре против «Драмчапел Аматёр», которая завершилась победой резервистов «Юнайтед» со счётом 8:0. Всего он сыграл 18 матчей в Премьер-лиге резервистов Севера, забив 6 голов, а «Юнайтед» стал победителем этой лиги.

### «Суиндон Таун»
В августе 2002 года Дейвис отправился на три месяца в аренду в клуб «Суиндон Таун» из Второго дивизиона. 10 августа он дебютировал в игре против «Барнсли», заменив Дэнни Инвинчибиле на 84-й минуте («Суиндон Таун» победил со счётом 3:1). Неделю спустя он впервые отыграл полный матч за клуб во встрече с «Блэкпулом» на «Блумфилд Роуд», в которой счёт так и не был открыт. 26 августа в игре против «Брентфорда» он забил единственный гол своей команды, которая проиграла в гостях со счётом 1:3. 11 сентября Дейвис сыграл за «Суиндон» в матче первого раунда Кубка Футбольной лиги против «Уиком Уондерерс», получив соответствующее разрешение от «Манчестер Юнайтед»: он провёл на поле 86 минут, а его клуб потерпел поражение в овертайме со счётом 1:2. 22 октября Дейвис в матче первого раунда Трофея Английской футбольной лиги забил гол в ворота «Саутенд Юнайтед», обыграв перед этим троих игроков: его команда победила со счётом 6:1. 2 ноября он снова забил в матче против «Уикома», поразив ворота уже на 14-й минуте, но его команда только в компенсированное время вырвала победу с итоговым счётом 3:2.
Спустя неделю, 9 ноября, он провёл встречу против «Транмир Роверс», завершившуюся со счётом 1:1. Эта встреча стала последней для Дейвиса в составе «Суиндона»: фанаты во время матча пели «Есть только один Джимми Дейвис» (англ. There’s only one Jimmy Davis), а после игры, когда команды покидали поле, стали скандировать «Джимми Мак, когда ты вернёшься?» (англ. Jimmy Mack, when are you coming back?). Хотя тренер «Суиндона» Энди Кинг хотел продлить аренду, против этого выступил сэр Алекс Фергюсон, и Дейвис в итоге вернулся на «Олд Траффорд». Всего в сезоне 2002/03 он провёл 15 матчей в составе «Суиндона» и забил 3 гола.
После возвращения в «Юнайтед» Дейвис попал в заявку клуба на матч Премьер-лиги против «Вест Хэм Юнайтед» 17 ноября 2002 года, но на поле не вышел. Через четыре дня он отличился в матче резервистов «Манчестер Юнайтед» и «Астон Виллы», завершившемся победой «Юнайтед» со счётом 6:2. Большую часть сезона он снова провёл в расположении резервистов, не считая матча второго группового этапа Лиги чемпионов УЕФА против «Депортиво Ла-Корунья», который прошёл 18 марта 2003 года: Дейвис попал в заявку, но остался на скамейке запасных, а «Юнайтед» потерпел поражение со счётом 0:2. 6 мая в матче за резервистов «Юнайтед» против «Шеффилд Уэнсдей» он снова забил гол, принеся победу своей команде, а через два дня провёл заключительную игру против резервистов «Мидлсбро»: по итогам сезона в своей лиге резервисты «Манчестер Юнайтед» заняли только 8-е место. В июне того же года Дейвис подписал с «Манчестер Юнайтед» новое трёхлетнее соглашение.

### «Уотфорд»
8 июля 2003 года Джимми Дейвис снова отправился в аренду, но на этот раз в «Уотфорд» из Первого дивизиона, в котором должен был отыграть один сезон. Для Дейвиса этот переход был особенно значим, поскольку там играл его давний друг Дэнни Уэббер. 9 июля Джимми дебютировал в предсезонной встрече с финским «Ювяскюля» и забил гол, а его команда победила со счётом 4:2. В межсезонье он провёл ещё четыре игры, отметившись голом в матче против «Олдершот Таун» (победа 3:0). Заключительной игрой предсезонного периода стала встреча с «Куинз Парк Рейнджерс» на стадионе «Лофтус Роуд», в которой он получил повреждение паха, из-за чего его участие в матче открытия сезона против «Ковентри Сити» оказалось под вопросом.

## Карьера в сборных
Джимми Дейвис выступал за сборную Англии не старше 16 лет на чемпионате Европы 1999 года. 2 мая 1999 года он играл в матче четвертьфинала Евро против Чехии, выйдя на 86-й минуте вместо Джейми Макмастера: англичане проиграли в овертайме 0:1. 16 ноября 2000 года он в составе сборной до 18 лет сыграл в матче против Бельгии, в котором англичане одержали победу со счётом 3:2.
22 ноября 2001 года Дейвис дебютировал за сборную Англии не старше 20 лет в матче против Португалии на стадионе Сент-Мэрис: он вышел в стартовом составе, уступив на поле место Эндрю Джонсону, а англичане победили 1:0. 13 марта 2002 года в матче против Финляндии, проходившем на стадионе «Рибок», он забил два гола и принёс команде победу со счётом 3:0. В мае того же года он сыграл в составе сборной Англии на ежегодном турнире в Тулоне, проведя четыре игры и забив один гол в матче против Португалии (сборная Англии заняла 4-е место на турнире). По итогам турнира ему вручили приз честной игры как наиболее дисциплинированному игроку.
Всего он сыграл 7 матчей и забил 3 гола за сборную до 20 лет. В этой сборной он играл под номером 7, в связи с чем некоторые издания выходили с заголовками «Играй как Дэвис» (англ. Bend It Like Davis), обыгрывая популярный тогда слоган «Играй как Бэкхем» (англ. Bend It Like Beckham).

## Стиль игры
В возрасте 14 лет, по словам Дэнни Уэббера, Джимми Дейвис был «маленьким и тощим», проигрывая по физической подготовке более фактурным игрокам. В какой-то момент он вернулся с каникул, уже имея более крупные бицепсы, и заявил, что ежедневно делает 100 отжиманий от пола и 100 скручиваний на пресс (сгибаний и разгибаний туловища): тогда Уэббер понял, насколько серьёзно Дейвис относился к поддержанию физической формы. Уже будучи взрослым игроком, для поддержания игровой формы Джимми в свободное время ходил в спортзал или совершал пробежки. Джимми также выделялся в плане нацеленности на достижение результата: так, в перерыве тренировочного матча за команду не старше 19 лет против команды из игроков не старше 17 лет тренер отчитал Дейвиса в присутствии других игроков, и после перерыва Дейвис оформил хет-трик.

## Смерть

### Обстоятельства гибели
Вечером 8 августа 2003 года Джимми Дейвис переночевал в отеле, где остановился и Дэнни Уэббер. Примерно в 9 вечера Дейвис сказал Уэбберу, что собирается ночью вернуться домой, а утром отправиться на матч «Уотфорда» и «Ковентри». Несмотря на попытки Уэббера переубедить, Дейвис настоял на своём и уехал в Реддитч. Он со своим лучшим другом Тимоти Уилкисом (англ. Timothy Wilkes) посетил ночной клуб, где оба выпили много алкоголя: в 2:30 ночи их забрало такси. Джимми, позвонив своей девушке Мелиссе Купе (англ. Melissa Coupe), решил затем сам ехать в Уотфорд, несмотря на то, что договорился с Уилкисом, что тот заберёт его в 8:30 утра и подбросит до города. Утром 9 августа Джимми Дейвис выехал из своего дома в Реддитче за рулём автомобиля BMW 3 серии 330 и направился в Уотфорд на первый матч своего клуба в новом сезоне, который тот проводил дома против «Ковентри Сити»: хотя Дейвис из-за травмы не попал в заявку на матч, он хотел посмотреть игру с трибун. Примерно в 4:30 его автомобиль, двигаясь в южном направлении по трассе M40 в графстве Оксфордшир, врезался в 32-тонный седельный тягач: в результате столкновения Дейвис погиб мгновенно. Ему был 21 год на момент гибели.
Следствие выяснило, что Дейвис вёл автомобиль на скорости 190 км/ч на момент столкновения, а содержание алкоголя в его крови превышало нормы в два раза. Более того, игрок ехал в туманную погоду и не включил противотуманные фары. В момент столкновения его машина врезалась сзади в грузовик португальского дальнобойщика Паулу Душ Сантуша (порт. Paulo Dos Santos), который утверждал, что почувствовал мощный удар сзади и сам врезался в стоявшую впереди машину. Автомобиль Дейвиса в результате столкновения отбросило примерно на 274 м (300 ярдов), а его обломки разлетелись по проезжей части. Смерть Джимми наступила мгновенно в результате повреждений головы, несовместимых с жизнью.
Следователи пришли к выводу, что смерть Джимми Дейвиса стала результатом несчастного случая. По заявлению коронера Оксфордшира Николаса Гардинера (англ. Nicholas Gardiner), игрок почти не спал перед поездкой, поэтому причины решения Дейвиса выехать рано утром так и остались загадкой. По мнению его родных и близких, причиной решения Джимми мог стать тот факт, что он не хотел застрять в пробке и рассчитывал выспаться в Уотфорде в отеле с кондиционером, поскольку ночью было очень жарко. Комментируя факт обнаружения алкоголя в крови футболиста, его мать утверждала, что Джимми совершил первый раз подобную ошибку, сев пьяным за руль, но вынужден был «заплатить за это собственной жизнью». Друзья предполагали, что столкновение произошло потому, что уставший Дейвис мог заснуть за рулём.

### Реакция в «Уотфорде»
Несколько часов спустя после трагедии Дэнни Уэббер принял телефонный звонок от руководства «Уотфорда»: в тот день он из-за травмы не мог принять участие в игре, но решил проведать старых друзей и отправился в Мидлендс. Уэббера попросили срочно подъехать к стадиону «Викаридж Роуд», домашней арене «Уотфорда». С его слов, он догадывался, что подобный звонок мог состояться только в связи с каким-то плохим событием: подъезжая к стадиону, он увидел большое количество стоявших рядом полицейских машин. Уже затем он встретил президента клуба Терри Бёрна тренера Рэя Льюингтона, поняв по их внешнему виду, что случившееся не было связано с Уэббером. Президент и тренер сообщили Дэнни о том, что произошла авария с участием автомобиля Джимми, и спросили его, мог ли кто-нибудь другой находиться за рулём. Уэббер решил набрать номер своего одноклубника, однако после нескольких звонков ответа так и не последовало. Он понял, что за рулём машины в то утро был именно Дейвис.
Все игроки «Уотфорда» пребывали в шоке, узнав трагическую новость от руководства команды. Защитник клуба Пол Робинсон, отличавшийся жёстким характером на поле, не скрывал слёз. О случившемся оповестили всех игроков, которые формально были частью «Юнайтед» на тот момент. Боян Джорджич, игравший тогда в аренде у «Црвены Звезды», в то утро возвращался на клубном автобусе в Белград после матча против «Напредака», который «Звезда» проиграла, и находился в дурном настроении. Ему поступило несколько звонков от Уэббера: после того как он взял трубку и услышал от Уэббера ужасную новость, то приказал водителю немедленно остановить автобус и дать ему выйти. В итоге по требованию руководства «Уотфорда» игру против «Ковентри Сити» было решено перенести на другой день: официальное сообщение о трагедии поступило за три часа до стартового свистка, а решение об отмене матча было принято за два часа до начала игры.

### Похороны
21 августа в крематории Реддитча прошли похороны Дейвиса, на которых присутствовало около 500 человек — среди них были игроки и представители тренерских штабов клубов «Манчестер Юнайтед», «Уотфорд» и «Суиндон Таун», равно как и болельщики всех трёх команд. Среди присутствовавших был и Дэвид Бекхэм, который, несмотря на переход в «Реал Мадрид», прибыл в Реддитч. Значительная часть людей разместилась у здания крематория: специально для них были установлены акустические колонки, чтобы они могли слышать, о чём говорили люди внутри. По свидетельствам матери Джимми, никто из присутствовавших не одевался в чёрное, большинство людей пришли в клубных футболках.
На похоронах гроб с Дейвисом несли под песню «Gangsta’s Paradise» рэппера Coolio, которую он специально выучил и исполнил на церемонии «посвящения» новичков «Уотфорда». На похоронах присутствовали сестра игрока Кейт, которая положила в гроб к Джимми компакт-диски с его любимыми исполнителями, его девушка Мелисса Купе и лучший друг Тимоти Уилкис — все они читали надгробные речи и стихи в память об игроке. Дядя футболиста Майкл прочитал стих из Книги пророка Исайи: «Он дает утомленному силу, и изнемогшему дарует крепость. Утомляются и юноши и ослабевают, и молодые люди падают, а надеющиеся на Господа обновятся в силе: поднимут крылья, как орлы, потекут — и не устанут, пойдут — и не утомятся» (Исаия. 40:29—31). Сэр Алекс Фергюсон говорил о смерти Джимми Дейвиса следующее:

Все игроки опустошены, поскольку он [Дейвис] был одним из наиболее классных ребят, которых можно встретить в жизни. Он был энергичным человеком, всегда устраивавшим розыгрыши, он был искромётным. И он хотел бы построить успешную игровую карьеру, поэтому мы отправили его в «Уотфорд».
Оригинальный текст (англ.)All the players are devastated because he was one of the loveliest guys you could ever meet. He was a bubbly character, always playing pranks, he was effervescent. And he would have had a good career in the game and that is why we put him to Watford.

Дэнни Уэббер позже признавался, что когда впадал в депрессию, в отчаянии набирал мобильный номер Джимми, при этом осознавая, что не услышит никакого ответа. Мать Джимми в августе 2023 года сказала, что после гибели сына долгие годы не заходила в его комнату в доме и из принципа не посещала матчи на «Олд Траффорд».

## Увековечивание памяти игрока
Первый матч после гибели Дейвиса «Уотфорд» провёл в Кубке Футбольной лиги против «Борнмута» 13 августа: футболисты обоих клубов вышли с чёрными траурными повязками, капитаны команд возложили на поле венки, а весь стадион почтил память игрока минутой молчания перед стартовым свистком. Встреча завершилась победой «Уотфорда» со счётом 1:0, единственный гол забил Скотт Фитцджеральд. Друг Дейвиса Дэнни Уэббер после матча снял свою футболку, показав болельщикам жилет с фамилией Дейвиса и его игровым номером 11 — в дальнейшем Уэббер неоднократно праздновал голы подобным образом, а на стадионе «Уотфорда» стала звучать песня «Gangsta’s Paradise», напоминавшая о Дейвисе. Другой клуб, «Суиндон Таун», через несколько дней после трагедии провёл матч против клуба «Ноттс Каунти» и выиграл со счётом 4:0, посвятив эту победу памяти Джимми, а его мать даже обратилась с речью к болельщикам «Суиндона» перед началом матча. В память о нём «Суиндон» организовал ещё одну встречу с клубом «Реддитч Юнайтед» из города Реддитч, в котором родился Джимми. Встреча завершилась победой «Суиндона» со счётом 2:1, а оба гола забил Сэм Паркин. Игроки «Манчестер Юнайтед» и «Арсенала», в свою очередь, почтили память Дейвиса, выйдя на матч за Суперкубок Англии с чёрными траурными повязками на матч.
20 августа 2003 года состоялся товарищеский матч между Англией и Хорватией, который начался с минуты молчания: она была посвящена памяти не только Джимми Дейвиса, но и футболиста и тренера Рэя Хэрфорда, который умер в один день с Джимми. 22 мая 2004 года состоялся финал Кубка Англии 2004 года, в котором «Манчестер Юнайтед» победил «Милуолл» со счётом 3:0: после финального свистка игроки «Юнайтед» по предложению их капитана Роя Кина надели на церемонию награждения футболки с фамилией Дейвиса и номером 36, отдав ему таким образом дань памяти. 27 августа 2023 года Дэнни Уэббер в перерыве матча Чемпионшипа между «Уотфордорм» и «Блэкберн Роверс» выступил с речью к болельщикам, посвящённой 20-летию трагической гибели Дейвиса.